# Whispering Corridors 3: Wishing Stairs
Whispering Corridors 3: Wishing Stairs  (en hangul, 여고괴담 3: 여우계단; romanización revisada, Yeogo gwidam 3: Yeowoo gyedan) es la tercera película de la saga de terror surcoreana Whispering Corridors, lanzada en 2003, después de Memento Mori y antes de Whispering Corridors 4: The Voice (2005).

## Trama
La película tiene lugar en la escuela de arte para niñas y se centra en dos amigas que estudian ballet, sin embargo su amistad pronto se vuelve amarga cuando compiten por la única plaza en una escuela de danza rusa. Una leyenda urbana acerca de la escalera que dirige al edificio de los dormitorios explica que si al subir los 28 peldaños se encuentran 29, entonces se puede pedir un deseo y éste se cumplirá. Yun Seong-jin (Song Ji Hyo), recordando la vieja leyenda de la "Wishing Stairs" contada por Eom Hye-ju (Jo An) desea ir a la prestigiosa escuela de danza, y en un sorprendente giro de los acontecimientos lo consigue, pero a costa de la vida de su mejor amiga, Kim So-hee (Park Han-byul). Sin embargo Seong-jin vuelve a la escalera y pide que So-hee regrese y un mal indecible es puesto en libertad.

## Reparto
- Song Ji Hyo como Yoon Jin Sung.
- Park Han Byul como Kim So Hee.
- Jo An como Eom Hye Ju.
- Park Ji Yeon como Han Yun Ji.
- Kong Sang Ah como Kyeong Jin.
- Lee Se Yeon como Young Seon.
- Hong Soo Ah como Miembro del club de escultura.
- Lee Min Jung como Pareja de baile de Yun Jin Sung.
- Kwak Ji Min como Asistente de la profesora de baile.
- Moon Jung Hee como Profesora de baile.